# 羽栗郡
- 令制国一覧 > 東山道 > 美濃国 > 羽栗郡
- 日本 > 中部地方 > 岐阜県 > 羽栗郡

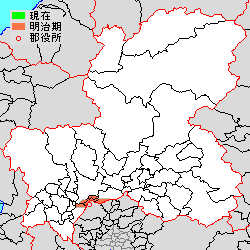
岐阜県羽栗郡の位置

羽栗郡（はぐりぐん）は、岐阜県（美濃国）にあった郡。現在の羽島郡全域と羽島市の一部などを含む領域に存在した。

## 郡域
1879年（明治12年）に行政区画として発足した当時の郡域は、以下の区域にあたる。
- 岐阜市の一部（境川以南）
- 羽島市の一部（竹鼻町・竹鼻町神楽・竹鼻町丸の内・竹鼻町錦町・竹鼻町西野町・新生町・足近町各町・小熊町各町・福寿町各町・正木町坂丸・正木町不破一色・正木町森・正木町森新田・正木町光法寺・正木町南及）
- 各務原市の一部（川島各町・成清・神置・下中屋・大佐野・上中屋・松本）
- 羽島郡笠松町・岐南町の全域

## 歴史
古くは尾張国葉栗郡の一部だった。安土桃山時代の天正14年6月24日（1586年8月9日）、木曽川の大洪水で流路が変わり葉栗郡が分断されてしまったため、豊臣秀吉の命により、天正17年（1589年）に美濃側に分断された部分を美濃国に移し、区別のために葉から羽に字が変更された。ただし、同様に分断された中島郡（中島郡 (愛知県)と中島郡 (岐阜県)に分断）や海西郡（海西郡 (愛知県)と海西郡 (岐阜県)に分断）は改称されていない。

### 近世以降の沿革
- 「旧高旧領取調帳」に記載されている明治初年時点での支配は以下の通り。幕府領は美濃郡代が管轄。（63村）

| 知行          | 知行                | 村数 | 村名 |
| ------------- | ------------------- | ---- | --- |
| 幕府領        | 美濃郡代            | 9村  | 笠松村、徳田新田、奈良津新田、印食新田、田代村、成光村、若宮地村、北及村、南及村 |
| 幕府領 藩領   | 美濃郡代 尾張藩     | 2村  | 不破一色村、徳田村 |
| 藩領          | 磐城平藩            | 2村  | 上印食村、下印食村 |
| 藩領          | 尾張藩              | 24村 | 竹ヶ鼻村、円城寺村、西小熊村、川口村、直道村、天王森村、浅平村、平方村、南之川村、北宿村、加納新田、三宅村、野中村、薬師寺村、南宿村、栗木村、本郷村、間島村（現・羽島市）、坂井村、柳津村、市場村、小荒井村、島村、東小熊村 |
| 藩領 旗本領   | 尾張藩 平岡隼人     | 1村  | 伏屋村 |
| 幕府領 旗本領 | 美濃郡代 中川甲五郎 | 2村  | 森村、坂丸村 |
| 幕府領 旗本領 | 美濃郡代 津田二之助 | 1村  | 三ツ屋村 |
| 旗本領        | 津田二之助          | 4村  | 長池村、藤掛村、光法寺村、おはけ村 |
| 旗本領        | 中川甲五郎          | 3村  | 北船原村、南船原村、町屋村 |
| 旗本領        | 坪内鉉次郎          | 4村  | 無動寺村、成清村、大佐野村、笠田村 |
| 旗本領        | 坪内輪三郎          | 3村  | 小網島村、松本村、上中屋村 |
| 旗本領        | 坪内飛騨守          | 8村  | 中野村、米野村、松倉村、間島村（現・各務原市）、松原島村、江川村、下中屋村、平島村 |

- 慶応4年
  - 4月15日（1868年5月7日） - 幕府領・旗本領が笠松裁判所の管轄となる[5][6]。
  - 閏4月25日（1868年6月15日） - 笠松裁判所の管轄地域が笠松県の管轄となる[7]。
- 明治元年12月7日（1869年1月19日） - 戊辰戦争の処分により磐城平藩が減封。郡内の領地が笠松県の管轄となる。
- 明治初年
  - 領地替えにより名古屋藩領の一部（市場村・小荒井村および島村の一部）が笠松県の管轄となる。
  - おはけ村が長池村に合併。
- 明治4年
  - 7月14日（1871年8月29日） - 廃藩置県により、藩領が名古屋県となる[8]。
  - 11月22日（1872年1月2日） - 第1次府県統合により、全域が岐阜県の管轄となる[9]。
- 明治5年（1872年）9月 - 大区小区制により美濃国を175区に分割。
- 明治6年（1873年）4月 - 岐阜県内管内区画を改正して12大区175小区に分割。本郡は第2大区となり、1小区から7小区まで設置される。
- 明治7年（1874年）（63村）
  - 間島村（現・各務原市）の一部が分立して石田村となる。
  - 9月[10]
    - 島村が中島郡馬飼村の一部と合併し、改めて島村となる。
    - 南之川村が中島郡馬飼村の残部と合併し、改めて南之川村となる。
    - 小網島村が各務郡小網村を合併。
    - 2ヶ所存在した間島村がそれぞれ東間島村（現・各務原市）・西間島村（現・羽島市）に改称。
    - 小網島村・上中屋村が合併して上中屋村となる。
- 明治8年（1875年）（52村）
  - 1月 - 以下の各村の統合が行われる。[11]
    - 松倉村 ← 下中屋村［字伊八島］、松倉村
    - 伏屋村 ← 伏屋村、成光村[12]
    - 河田島村 ← 円城寺村［飛地］、河田島分村[13]
    - 円城寺村 ← 円城寺村、栗木村[14]
    - 徳田村 ← 徳田村、印食新田
    - 北及村 ← 北及村、柳津村［字及新田分］
    - 門間村 ← 南船原村、北船原村、町屋村
    - 坂丸村 ← 加納新田、坂丸村
    - 市場村 ← 市場村、柳津村［字市場新田］
    - 坂井村 ← 坂井村、柳津村［字直道新田分］
    - 笠松村・徳田新田・奈良津新田が合併し、改めて笠松村となる[15]。
    - 長池村および三ツ屋村の一部が合併し、改めて長池村となる[15]。
    - 田代村・藤掛村および三ツ屋村の残部が合併し、改めて田代村となる[15]。

  - 6月1日 - 天王森村・川口村が合併して川森村となる。
  - 東間島村・石田村が合併して神置村となる[16]。
- 明治12年（1879年）
  - 2月18日 - 郡区町村編制法の岐阜県での施行により、行政区画としての羽栗郡が発足。「羽栗中島郡役所」が笠松村に設置され、中島郡とともに管轄[17]。
  - 11月 - 西間島村が改称して間島村となる[18]。
- 明治13年（1880年）10月 - 上中屋村の一部が分立して小網島村となる[18]。（53村）
- 明治22年（1889年）7月1日 - 町村制の施行により、笠松町（現存）、竹ヶ鼻町（現・羽島市）、川島村、下中屋村、神置村、成清村、大佐野村、上中屋村、松本村（現・各務原市）、中野村、円城寺村、無動寺村、江川村、米野村（現・笠松町）、野中村、三宅村、伏屋村、若宮地村、平島村、下印食村、徳田村、上印食村、薬師寺村（現・岐南町）、長池村、田代村、北及村、門間村（現・笠松町）、柳津村（現・岐阜市）、南宿村、市場村、北宿村、直道村、坂井村、小荒井村、南之川村、島村、西小熊村、東小熊村、川森村、本郷村、平方村、浅平村、間島村、坂丸村、不破一色村、森村、光法寺村、南及村が発足[19]。それにともない以下の変更が行われる[20]。（2町46村）
  - 笠松村が町制施行して笠松町となる。
  - 竹ヶ鼻村が町制施行して竹ヶ鼻町となる。
  - 松原島村・河田島村・笠田村・松倉村・小網島村が合併して川島村となる。
  - 足近新田が島村に合併。
- 明治30年（1897年）4月1日 - 郡制の施行のため、「羽栗中島郡役所」の管轄区域をもって羽島郡が発足[21]。同日羽栗郡廃止。

## 行政
羽栗・中島郡長
| 代 | 氏名 | 就任年月日                | 退任年月日                | 備考                           |
| -- | ---- | ------------------------- | ------------------------- | ------------------------------ |
| 1  |      | 明治12年（1879年）2月18日 |                           |                                |
|    |      |                           | 明治30年（1897年）3月31日 | 中島郡との合併により羽栗郡廃止 |